# Pontevès
Pontevès est une commune française située dans le département du Var, en région Provence-Alpes-Côte d'Azur.
Ses habitants se nomment les Pontois et les Pontoises. Ce village perché est surplombé par le massif des Bessillons. Fief de la famille de Pontevès, il reste des vestiges de leur château.

## Géographie

### Localisation
Commune située aux portes du Verdon, à proximité de Barjols, Châteauvert, et à 25,5 km de Saint-Maximin-la-Sainte-Baume et 26,7 km de Brignoles.

### Géologie et relief

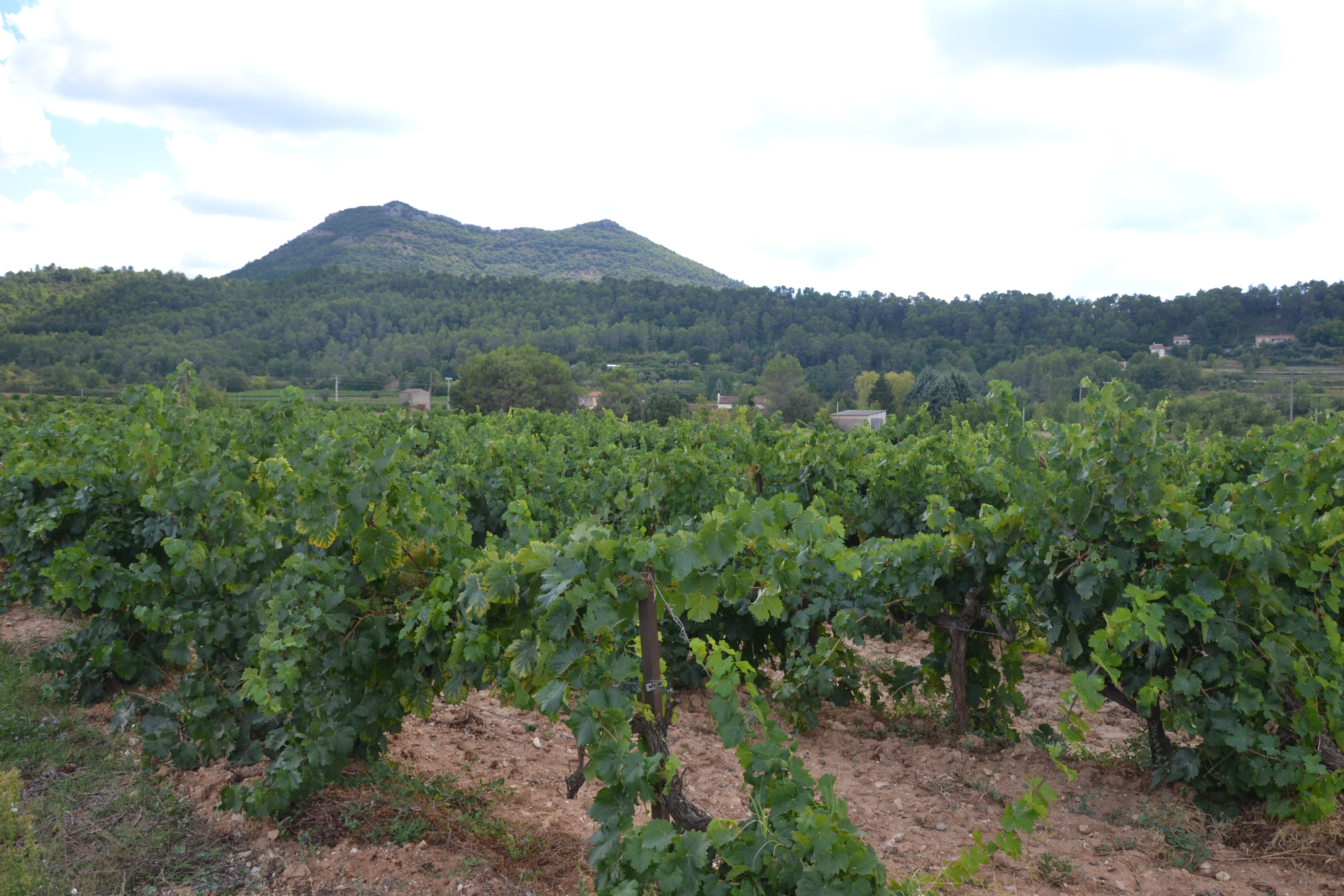
Petit Bessillon.

Le territoire totalise 130 hectares de forêts communales.
Quartiers :
- des Costes,
- des Piés,
- de l'Abrégier.

Montagne Petit Bessillon et sommet le Gros Bessillon.

### Hydrographie et eaux souterraines
Cours d'eau traversant la commune :
- la Rivière des écrevisses ;
- le ruisseau de Pontevès, affluent de la Rivière salée ;
- le ruisseau de Saint Andrieu ;
- Source du Pavillon.

La commune dispose de deux réservoirs :
- au village : 250 m3 ;
- au lieu-dit La Lauve : 500 m3.

### Climat
Pour des articles plus généraux, voir Climat de Provence-Alpes-Côte d'Azur et Climat du Var.
En 2010, le climat de la commune est de type climat méditerranéen franc, selon une étude du Centre national de la recherche scientifique s'appuyant sur une série de données couvrant la période 1971-2000. En 2020, Météo-France publie une typologie des climats de la France métropolitaine dans laquelle la commune est exposée à un climat méditerranéen et est dans la région climatique  Provence, Languedoc-Roussillon, caractérisée par une pluviométrie faible en été, un très bon ensoleillement (2 600 h/an), un été chaud (21,5 °C), un air très sec en été, sec en toutes saisons, des vents forts (fréquence de 40 à 50 % de vents > 5 m/s) et peu de brouillards. 
Pour la période 1971-2000, la température annuelle moyenne est de 13,4 °C, avec une amplitude thermique annuelle de 16,3 °C. Le cumul annuel moyen de précipitations est de 811 mm, avec 6,2 jours de précipitations en janvier et 2,5 jours en juillet. Pour la période 1991-2020, la température moyenne annuelle observée sur la station météorologique de Météo-France la plus proche, « Varages », sur la commune de Varages à 7 km à vol d'oiseau, est de 14,3 °C et le cumul annuel moyen de précipitations est de 786,8 mm. 
La température maximale relevée sur cette station est de 44,5 °C, atteinte le 28 juin 2019 ; la température minimale est de −12,5 °C, atteinte le 2 mars 2005,,. 
Les paramètres climatiques de la commune ont été estimés pour le milieu du siècle (2041-2070) selon différents scénarios d'émission de gaz à effet de serre à partir des nouvelles projections climatiques de référence DRIAS-2020. Ils sont consultables sur un site dédié publié par Météo-France en novembre 2022.

### Voies de communications et transports

#### Voies routières
Accès autoroute A8, sorties Brignoles, Saint-Maximin.
D 560 depuis  Saint-Maximin, Cotignac.
D 554 depuis Châteauvert, Le Val.

#### Transports en commun
- Transport en Provence-Alpes-Côte d'Azur

Commune desservie par le réseau régional de transports en commun Zou !. Les collectivités territoriales ont en effet mis en œuvre un « service de transports à la demande » (TAD), réseau régional Zou !.

### Intercommunalité
Commune membre de la Communauté de communes Provence Verdon et du Pays de la Provence Verte.

### Communes limitrophes
| Tavernes    |          | Fox Amphoux        |
| Barjols     | Pontevès | Sillans-la-Cascade |
| Châteauvert | Correns  | Cotignac           |

### Sismicité
Il existe trois zones de sismicité dans le Var : 
- Zone 0 : Risque négligeable. C'est le cas de bon nombre de communes du littoral varois, ainsi que d'une partie des communes du Centre Var. Les communes du littoral ne sont pas à l'abri d'un tsunami, lié à un séisme qui se produirait soit en mer sur la marge Ligure entre Nice et Impéria, soit sur la côte algérienne ;
- Zone Ia : Risque très faible. Concerne essentiellement les communes comprises dans une bande allant de la montagne Sainte-Victoire au massif de l'Esterel ;
- Zone Ib : Risque faible. Ce risque, le plus élevé du département mais qui n'est pas le plus haut de l'évaluation nationale, concerne 21 communes du nord du département.

La commune de Pontevès est en zone de sismicité faible Ia.

## Urbanisme

### Typologie
Au 1er janvier 2024, Pontevès est catégorisée commune rurale à habitat dispersé, selon la nouvelle grille communale de densité à sept niveaux définie par l'Insee en 2022.
Elle est située hors unité urbaine et hors attraction des villes,.

### Occupation des sols
L'occupation des sols de la commune, telle qu'elle ressort de la base de données européenne d’occupation biophysique des sols Corine Land Cover (CLC), est marquée par l'importance des forêts et milieux semi-naturels (75,2 % en 2018), en diminution par rapport à 1990 (76,3 %). La répartition détaillée en 2018 est la suivante : 
forêts (54,2 %), milieux à végétation arbustive et/ou herbacée (19 %), cultures permanentes (14,8 %), terres arables (6,1 %), zones urbanisées (2,3 %), espaces ouverts, sans ou avec peu de végétation (2,1 %), zones agricoles hétérogènes (1,6 %). L'évolution de l’occupation des sols de la commune et de ses infrastructures peut être observée sur les différentes représentations cartographiques du territoire : la carte de Cassini (XVIIIe siècle), la carte d'état-major (1820-1866) et les cartes ou photos aériennes de l'IGN pour la période actuelle (1950 à aujourd'hui).

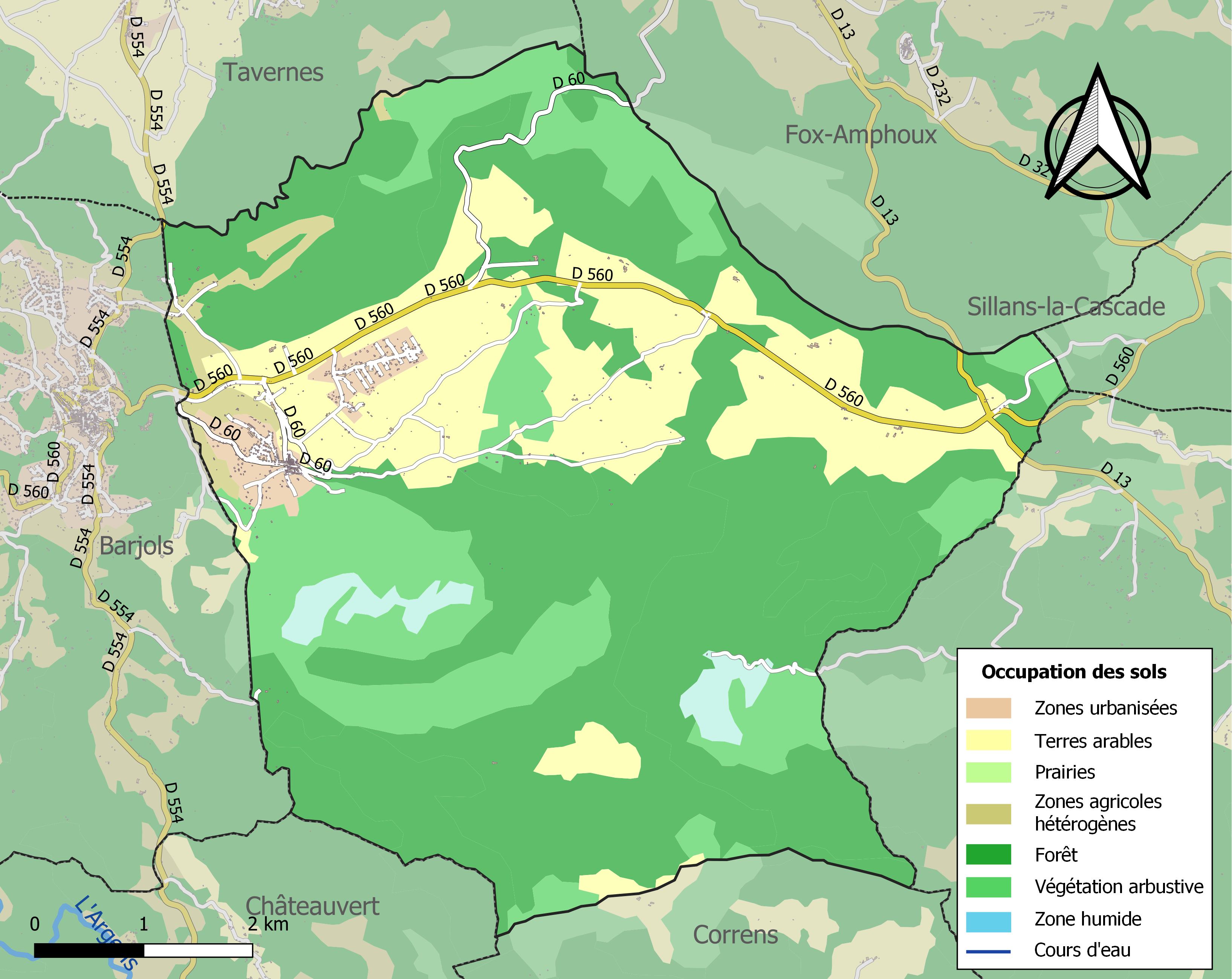
Carte des infrastructures et de l'occupation des sols de la commune en 2018 (CLC).

La commune est couverte par un plan local d'urbanisme dont la dernière procédure a été approuvée le 29 janvier 2020.

## Histoire

### Moyen Âge
Au Moyen Âge, Pontevès est le chef lieu d’une puissante seigneurie dont dépend la ville voisine de Barjols. Cité comme Castrum dès 1021, le château de Pontevès est situé sur une éminence rocheuse qui surplombe la plaine.
À la fin du XIIe siècle, le village est protégé par une enceinte qui est venu doubler celle de la forteresse. Barral de Pontevès, viguier de Marseille (1370), est seigneur de Pontevès. Il est le premier enfant d'Isnard de Pontevès et de Thomasse de Gantelmi, fille de Jacques Gantelmi. Marié à Isabelle des Baux, ils ont pour enfants Jean et Agoult. Peu avant le 22 juin 1382, il est élu gouverneur, capitaine et défenseur des comtés de Provence et de Forcalquier pour l'Union d'Aix. La mort de la reine Jeanne Ire ouvre une crise de succession à la tête du comté de Provence, les villes de l’Union d'Aix (1382-1387) soutenant Charles de Duras contre Louis Ier d'Anjou. Aix se soumet en octobre 1387, ce qui précipite le ralliement des Carlistes, dont le seigneur Barral de Pontevès. Bien qu’il soutienne Charles de Duras depuis plusieurs années, il rejoint le camp angevin, entre les mains du sénéchal de Provence. Le 1er février 1388, il prête hommage à Louis II d'Anjou, âgé de dix ans.

### Renaissance et Temps Modernes
Dès le XVe siècle, les Pontevès s’installent dans leur hôtel de Barjols. Le château est vendu en 1650 à Pierre Maurel, un financier aixois, surnommé le Crésus de Provence qui a épousé Diane de Pontevès, le 3 septembre 1645. Celui-ci entreprend son réaménagement complet et l’édifice se compose alors de trois corps de logis flanqués de quatre tours. Au sommet du bourg, on y entre par une porte qui existe toujours. Une cinquantaine de pièces composent le vaste bâtiment dont quatorze chambres, quatre caves, une chapelle et une galerie.
Au cours du XVIIIe siècle, le château tombe petit à petit à l’abandon. Au début du XIXe siècle, le bourg compte 550 habitants. Le château est déjà en ruine. Le site et les ruines de l’édifice sont la propriété de la famille de Pontevès (Qu'en est-il aujourd'hui ?).

### XXesiècle
Jusqu'en 1950, quelques industries fournissent du travail aux villageois : deux mines de bauxite sont exploitées ; une tuilerie et une fabrique de tomettes sont en activité. L'élevage de vers à soie s'ajoute aux activités agricoles.
La cave coopérative a été créée en 1913. De nos jours, la région maintient une tradition viticole.
Après un exode rural durant les Trente glorieuses, le village a vu sa population augmenter à la fin du XXe siècle et au début du XXIe siècle.

## Politique et administration

### Liste des maires
| Période                                  | Période  | Identité                          | Étiquette | Qualité          |
| ---------------------------------------- | -------- | --------------------------------- | --------- | ---------------- |
| 1790                                     | 1804     | Benoît Aureille                   |           | Propriétaire     |
| 1804                                     | 1809     | Jean-Joseph Blancard              |           | Propriétaire     |
| 1809                                     | 1813     | Jean-Honoré Aureille              |           | Propriétaire     |
| 1813                                     | 1815     | Jean-Antoine Maille               |           | Propriétaire     |
| 1815                                     | 1815     | Jean-Joseph Blancard              |           | Propriétaire     |
| 1815                                     | 1817     | Hyacinthe Maille                  |           | Propriétaire     |
| 1817                                     | 1819     | Jean-Jacques Maille               |           | Propriétaire     |
| 1819                                     | 1825     | Joseph-François Carmagnolle       |           | Propriétaire     |
| 1825                                     | 1826     | Hyacinthe Maille                  |           | Propriétaire     |
| 1826                                     | 1830     | Jean-Joseph Aureille              |           | Propriétaire     |
| 1830                                     | 1831     | Jean-Joseph Blancard              |           | Propriétaire     |
| 1831                                     | 1848     | Joseph-François-Narcisse Aureille |           | Propriétaire     |
| 1848                                     | 1865     | Gervais Maille                    |           | Maréchal-ferrant |
| 1865                                     | 1876     | Jean-Bienvenu Dauphin             |           | Propriétaire     |
| 1876                                     | 1877     | Louis-Félicien Porre              |           | Propriétaire     |
| 1877                                     | 1880     | Louis-Adrien Porre                |           | Propriétaire     |
| 1880                                     | 1888     | Louis-Félicien Porre              |           | Propriétaire     |
| 1888                                     | 1889     | Fernand Guiot                     |           | Propriétaire     |
| 1889                                     | 1895     | Eugène-Janvier Maille             |           | Propriétaire     |
| 1895                                     |          | François-Félix Maille             |           | Propriétaire     |
| Les données manquantes sont à compléter. |          |                                   |           |                  |
| 1983                                     | 1997     | Guillaume de Jerphanion           |           |                  |
| 1997                                     | 2020     | Jean-Marc Etienne                 |           |                  |
| 2020                                     | En cours | Frank Panizzi                     |           |                  |

### Budget et fiscalité 2020
En 2020, le budget de la commune était constitué ainsi :
- total des produits de fonctionnement : 725 000 €, soit 946 € par habitant ;
- total des charges de fonctionnement : 671 000 €, soit 876 € par habitant ;
- total des ressources d'investissement : 539 000 €, soit 704 € par habitant ;
- total des emplois d'investissement : 978 000 €, soit 1 276 € par habitant ;
- endettement : 856 000 €, soit 1 118 € par habitant.

Avec les taux de fiscalité suivants :
- taxe d'habitation : 10,74 % ;
- taxe foncière sur les propriétés bâties : 11,84 % ;
- taxe foncière sur les propriétés non bâties : 68,00 % ;
- taxe additionnelle à la taxe foncière sur les propriétés non bâties : 0,00 % ;
- cotisation foncière des entreprises : 0,00 %.

Chiffres clés Revenus et pauvreté des ménages en 2018 : médiane en 2018 du revenu disponible, par unité de consommation : 21 650 €.

## Population et société

### Démographie

#### Évolution démographique
L'évolution du nombre d'habitants est connue à travers les recensements de la population effectués dans la commune depuis 1793. Pour les communes de moins de 10 000 habitants, une enquête de recensement portant sur toute la population est réalisée tous les cinq ans, les populations de référence des années intermédiaires étant quant à elles estimées par interpolation ou extrapolation. Pour la commune, le premier recensement exhaustif entrant dans le cadre du nouveau dispositif a été réalisé en 2007.

En 2022, la commune comptait 764 habitants, en évolution de −0,39 % par rapport à 2016 (Var : +4,98 %, France hors Mayotte : +2,11 %).
| 1793 | 1800 | 1806 | 1821 | 1831 | 1836 | 1841 | 1846 | 1851 |
| ---- | ---- | ---- | ---- | ---- | ---- | ---- | ---- | ---- |
| 553  | 547  | 518  | 543  | 541  | 580  | 524  | 532  | 508  |

| 1856 | 1861 | 1866 | 1872 | 1876 | 1881 | 1886 | 1891 | 1896 |
| ---- | ---- | ---- | ---- | ---- | ---- | ---- | ---- | ---- |
| 489  | 511  | 511  | 472  | 464  | 451  | 455  | 447  | 420  |

| 1901 | 1906 | 1911 | 1921 | 1926 | 1931 | 1936 | 1946 | 1954 |
| ---- | ---- | ---- | ---- | ---- | ---- | ---- | ---- | ---- |
| 389  | 350  | 354  | 329  | 404  | 399  | 353  | 332  | 300  |

| 1962 | 1968 | 1975 | 1982 | 1990 | 1999 | 2006 | 2007 | 2012 |
| ---- | ---- | ---- | ---- | ---- | ---- | ---- | ---- | ---- |
| 341  | 345  | 319  | 417  | 450  | 573  | 657  | 669  | 781  |

| 2017 | 2022 | - | - | - | - | - | - | - |
| ---- | ---- | - | - | - | - | - | - | - |
| 748  | 764  | - | - | - | - | - | - | - |

### Enseignement
Établissements d'enseignements :
- École maternelle,
- École primaires à Pontevès, Barjols, Fox-Amphoux, Taverne, Correns,
- Collèges à Barjols, Carcès, Brignoles, Aups,
- Lycées à Brignoles.

### Santé
Professionnels et établissements de santé :
- Médecins à Barjols, Varages,
- Pharmacies à Barjols, Varges, Cotignac,
- Hôpitaux à Salernes, Brignole, Saint-Maximin-la-Sainte-Baume.

### Cultes
- Culte catholique, Paroisse Saint-Gervais[35], Diocèse de Fréjus-Toulon.

### Personnalités liées à la commune
- Famille noble des Pontevès, dont Durand de Pontevès et Jean V de Pontevès, capitaines des guerres de Religion.
- Pierre Maurel de Pontevès.

## Économie

### Entreprises et commerces

#### Agriculture
- Moulin à huile, puis coopérative agricole (coopérative oloéicole)[36].
- Coopérative vinicole de Pontèves[37].
- Domaines viticoles Appellation d'origine contrôlée (AOC) Coteaux-varois-en-provence[38].
- Plantes aromatiques[39].

#### Tourisme
- Chambres d'hôtes[40].
- Gîtes de France.

#### Commerces et services
- Commerce et services de proximité[41].

## Culture locale et patrimoine

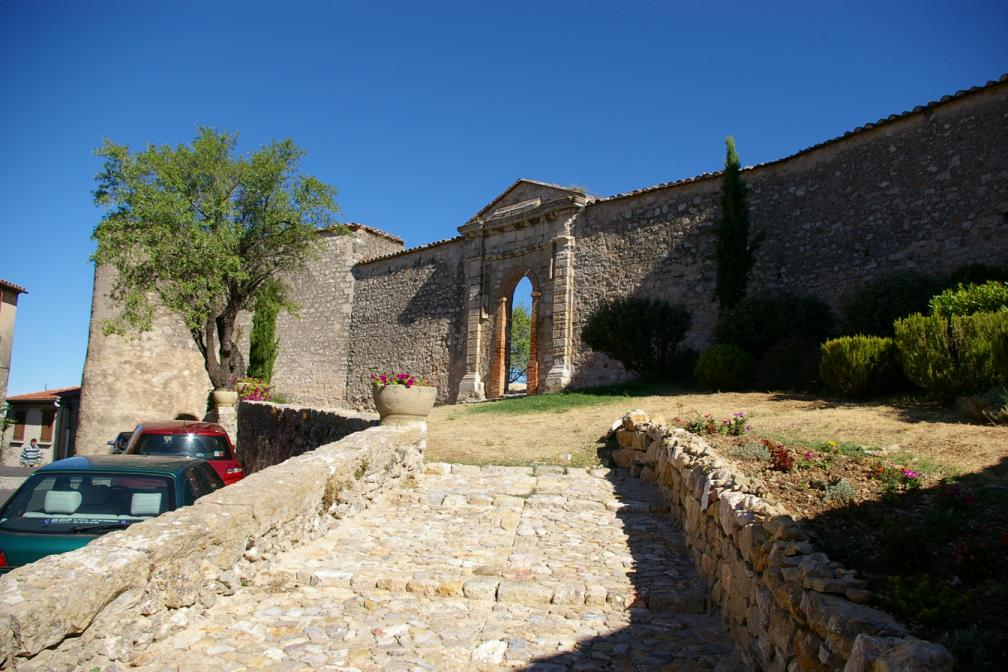
Château de Pontevès.
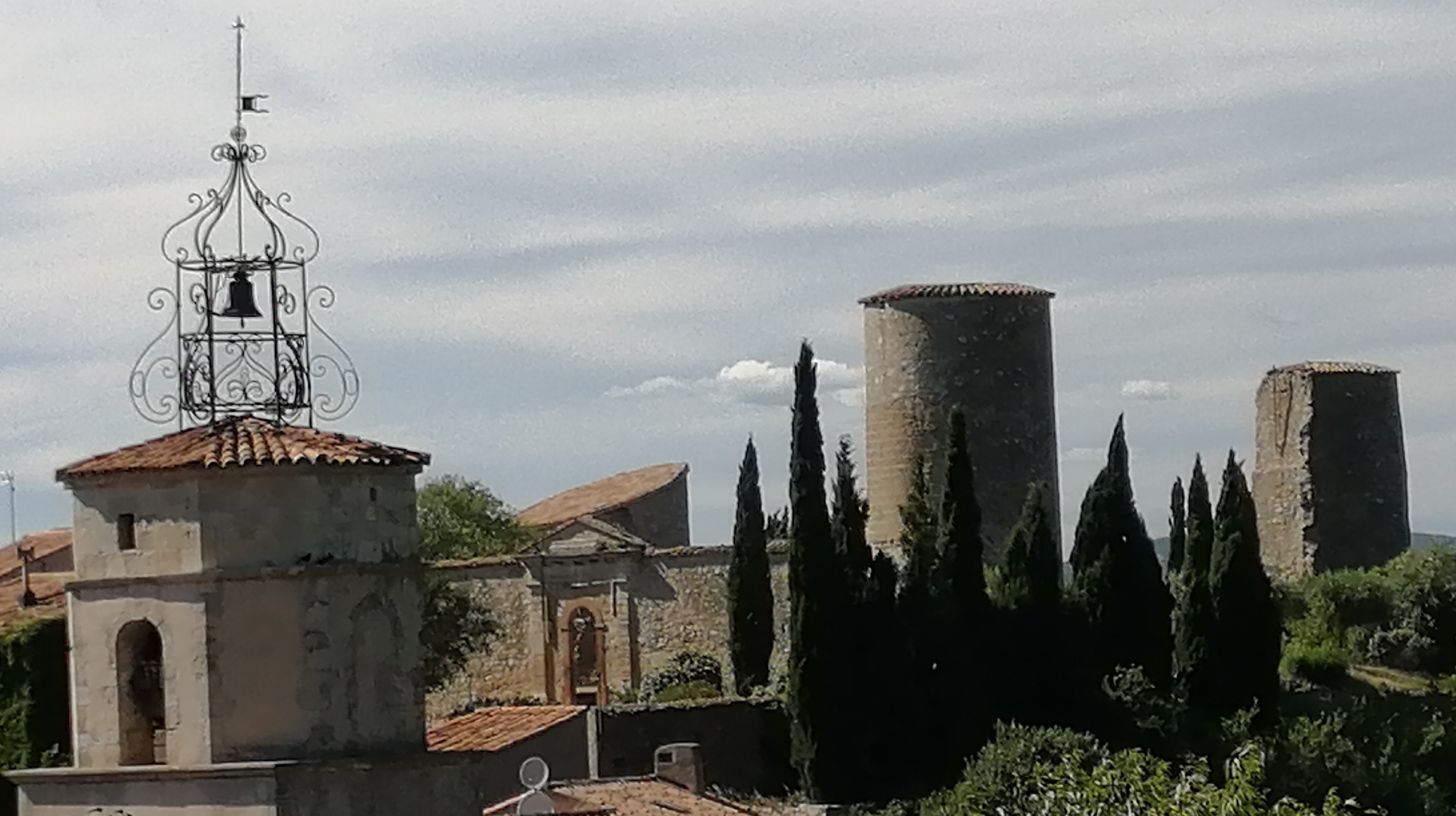
Pontevès, église, campanile, portail et tours du château.
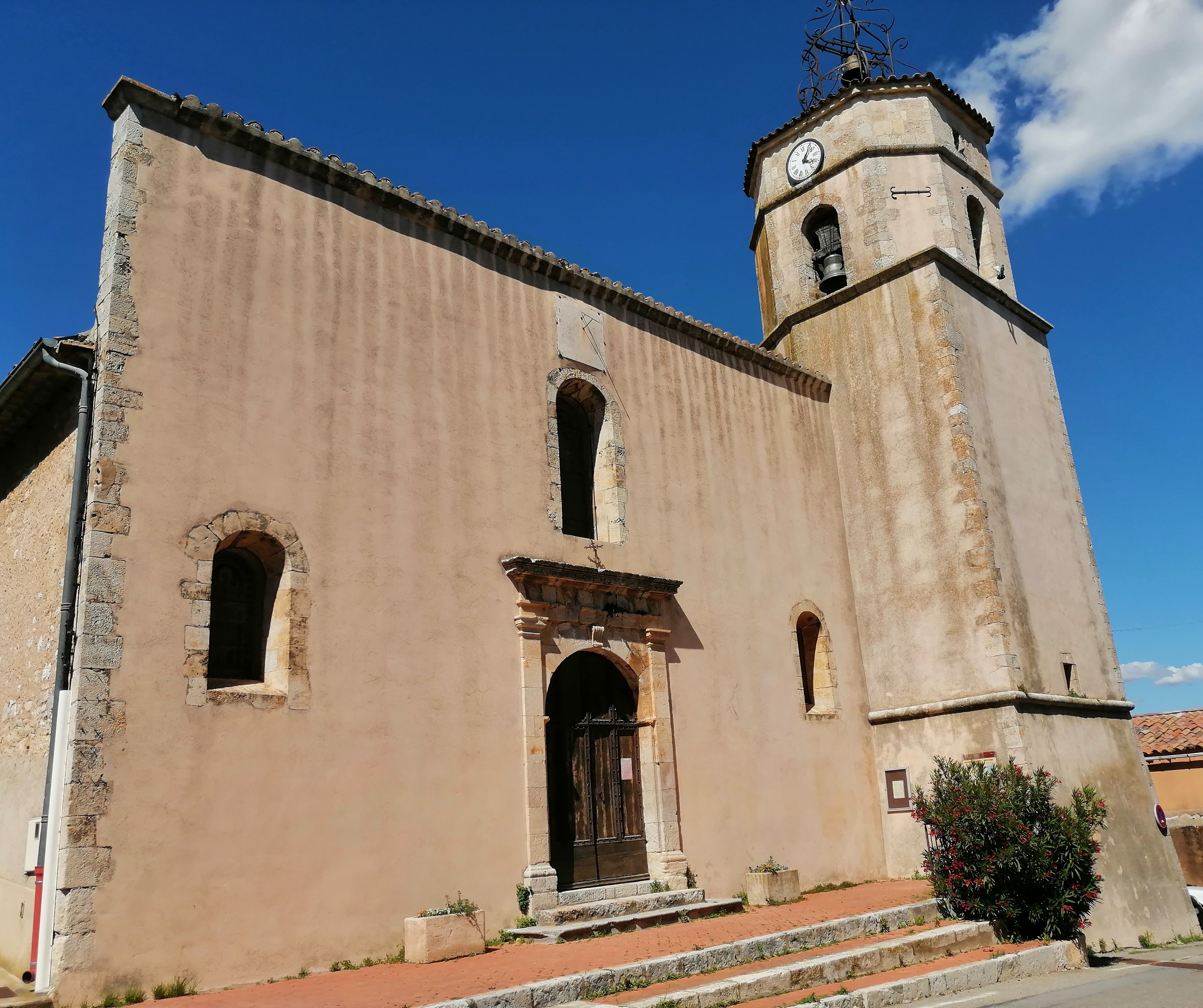
Pontevès : façade de l'église saints Gervais et Protais.
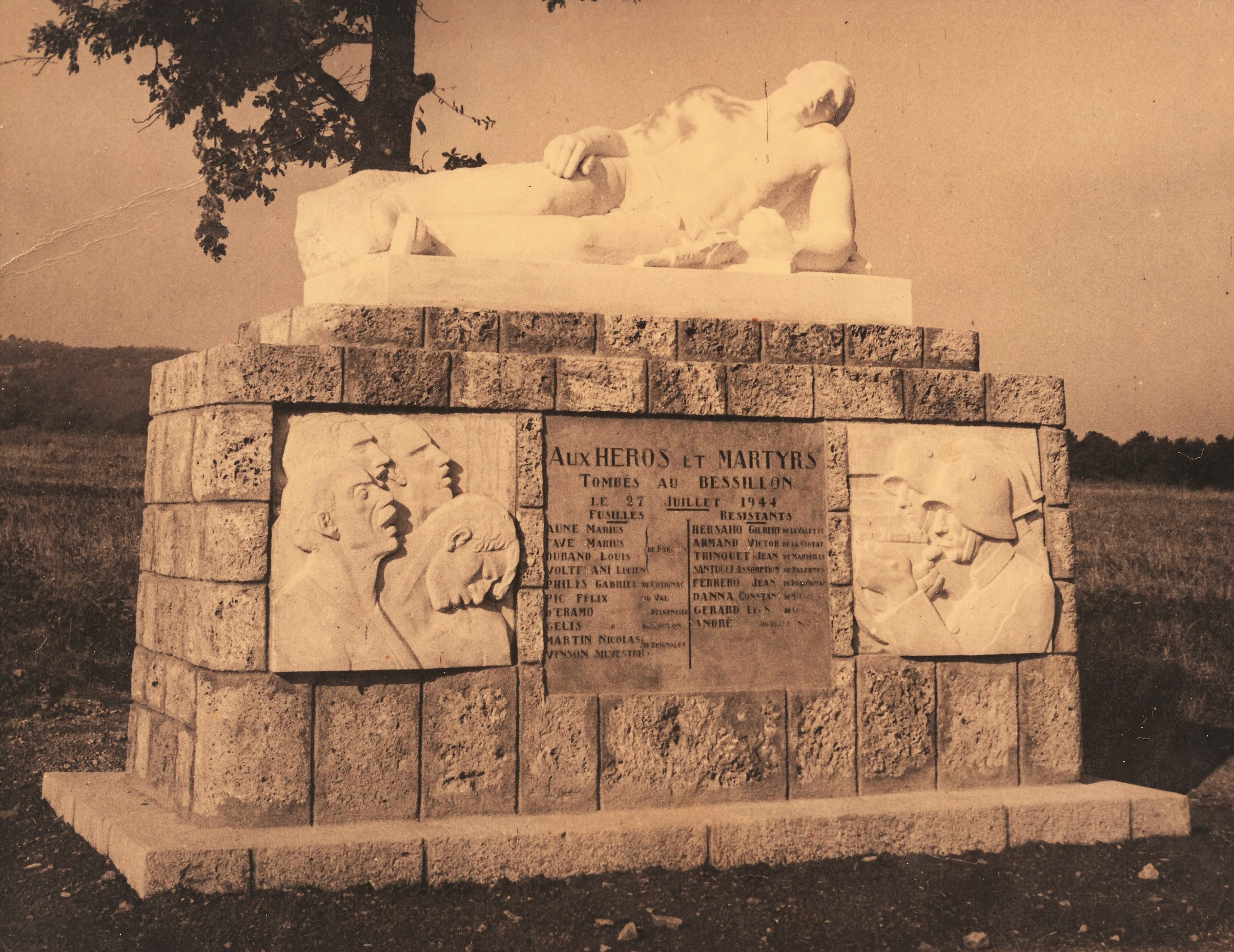
Monument aux héros et martyrs du Bessillon.

### L'église Saints-Gervais-et-Protais de Pontevès
En 1666, l'ancienne église du XIIe siècle, mentionnée en 1135, dédiée à Saint Gervais, étant en mauvais état, le Conseil de communauté décide la construction de l'église actuelle. Les plans sont dessinés par Jean Daret, artiste aixois qui peint aussi en 1671 le retable du maître-autel, deux tableaux : Saint Gervais et saint Protais martyrs aux pieds de la Vierge et l'Enfant, Vierge à l'Enfant dans un médaillon en cœur.
La façade est constituée d'un mur postiche surmonté d'une génoise.
L'édifice est terminé en 1669. Cette église apparait dans l'esprit de la Contre-Réforme.
Sur le clocher de l'église, un campanile en fer forgé abrite une cloche qui date de 1762.

### Château de Pontevès
Ruine de château dont il subsiste l'entrée monumentale, deux tours et le mur d’enceinte,.

### Monuments commémoratifs
- Monument aux morts[47].
- Monument[48],[49],[50],[51] dédié aux héros et martyrs du Bessillon[Note 3], œuvre du sculpteur Victor Nicolas.

### Autres lieux
- Château de Saint-Ferréol[52].
- Aven de la Stèle - Sainte Catherine[53].
- L'Espace des Claux[54], établissement disponible pour les associations Pontoises, l'école des Bessillons, les organismes publics, les organismes de formation et les professionnels du spectacle.

### Héraldique
|  | Les armoiries de Pontevès se blasonnent ainsi : De gueules au pont de deux arches, alésé, d'or maçonné de sable. |